# Rannamõisa
Koordinaten: 59° 27′ N, 24° 31′ O
Rannamõisa (deutsch Strandhof) ist ein Dorf (estnisch küla) in der estnischen Landgemeinde Harku (Hark) im Kreis Harju (Harrien). Es liegt an der Ostsee westlich der estnischen Hauptstadt Tallinn. Es hat 531 Einwohner (Stand 2007).
Rannamõisa wurde erstmals 1428 urkundlich erwähnt. Der Ort trug damals den Namen Leppesgude. 1589 wird erstmals das Rittergut Rannamõisa urkundlich erwähnt. Das letzte Herrenhaus wurde Anfang des 19. Jahrhunderts als eingeschossiges Steingebäude errichtet. Es wurde in den 1970er Jahren abgerissen. An seiner Stelle befindet sich heute eine moderne Villa; einige Nebengebäude westlich des Haupthauses sind aber teilweise noch erhalten.
Ab dem 18. Jahrhundert gewann Rannamõisa immer mehr als Erholungsort am Finnischen Meerbusen Bedeutung. Im 19. Jahrhundert entstanden Sommerhäuser und Ausflügler aus der Stadt kamen zur Erholung an die bis zu 35 m hohe Steilküste. Seit 1959 ist Rannamõisa Landschaftsschutzgebiet.
Die Kirche von Rannamõisa wurde 1901 erbaut und 1905 geweiht. Ein modernes Gemeindehaus entstand Anfang des 21. Jahrhunderts. Bekannt war Rannamõisa auch durch das Café Merepiiga („Meerjungfrau“), das der renommierte estnische Architekt Voldemar Herkel in den 1960er Jahren errichtete. Es fiel 1992 einem Feuer zum Opfer.